# 徐锡洲
徐锡洲（1960年—），汉族，中华人民共和国政治人物、第十一届全国政协委员。

## 生平
担任湖北长飞光纤光缆有限公司总经理。2008年，当选第十一届全国政协委员，代表经济界，分入第三十六组。